# (What’s the Story) Morning Glory?
(What’s the Story) Morning Glory? — второй студийный альбом британской рок-группы Oasis, выпущенный 2 октября 1995 года. Структура и продюсерский стиль альбома существенно отличаются от предыдущей записи группы — Definitely Maybe. Автор песен — Ноэл Галлахер — сосредоточился на рок-балладах и сделал основной упор на длинные припевы, также во время записи были задействованы струнные аранжировки и более разнообразная музыкальная аппаратура, что контрастировало с «сырым» звуком дебютного альбома группы. (What’s the Story) Morning Glory? стал первым диском Oasis, в записи которого принял участие барабанщик Алан Уайт, который заменил Тони Маккэролла.
Диск вышел в период так называемой «Битвы брит-попа» — периода жёсткой конкуренции между Oasis и группой Blur. (What’s the Story) Morning Glory? сразу стал лидером чарта Великобритании (установив рекорд — 347 000 дисков за первую неделю), а также достиг 4-й строчки в хит-параде США. Благодаря этому успеху Oasis получили международную известность и стали своеобразным инди-феноменом в рок-музыке. По мнению многих критиков, (What’s the Story) Morning Glory? является одной из самых значимых записей в истории британской инди-музыки.
В поддержку альбома было выпущено 6 синглов, все они были успешны в чартах: «Some Might Say» и «Don’t Look Back in Anger» лидировали на родине музыкантов; «Champagne Supernova» и «Wonderwall» добрались до вершины американского чарта Modern Rock Tracks; кроме того, «Wonderwall» возглавил хит-парады Австралии и Новой Зеландии. В поддержку альбома Oasis организовали масштабный гастрольный тур (1995—1996), самыми известными из этих концертов были два шоу около Небуорт-хаус перед аудиторией в 250.000 человек.
Несмотря на коммерческий успех, вначале альбом получил прохладные отзывы от музыкальных критиков; многие рецензенты считали, что (What’s the Story) Morning Glory? уступает своему предшественнику в лирическом содержании и качестве продюсирования отдельных треков. Однако по прошествии времени отношение к альбому кардинально изменилось, теперь его называют одной из важнейших записей эры брит-попа и 90-х в целом. В 1996 году альбом выиграл награду Brit Awards в категории «Лучший британский альбом», а на церемонии 2010-го года он был назван «Лучшим британским альбомом за последние тридцать лет». В Великобритании, (What’s the Story) Morning Glory? стал пятым по общему тиражу за всю историю звукозаписи (4,6 миллиона экземпляров); кроме того, он является самым коммерчески успешным лонгплеем 90-х. По всему миру было продано 22 миллиона копий альбома.

## Запись
В мае 1995 года окрылённая успехом дебютного альбома Definitely Maybe группа приступила к работе над новым альбомом на студии Rockfield Studios в Уэльсе. Продюсерами диска выступили Оуэн Моррис и Ноэль Галлахер — основной автор и композитор лонгплея.

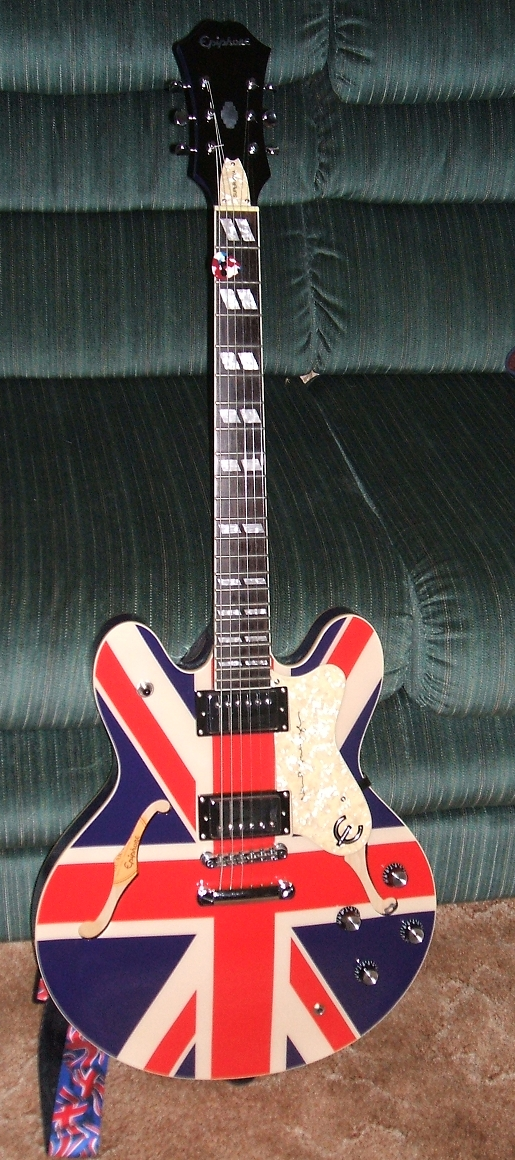
Epiphone Sheraton Ноэла Галлахера с Юнион Джеком

Группа записывала альбом очень быстро, в среднем по одной песне каждые двадцать четыре часа. На протяжении всей записи между братьями Галлахерами возникали разногласия по самым разным причинам. Одним из поводов к конфликту послужили две песни — «Wonderwall» и «Don’t Look Back in Anger». Ноэл сам хотел петь эти песни. Лиам на это заявление отреагировал очень остро — фактически, он рассматривал это как изгнание из группы. Конфликт был исчерпан, когда Ноэль услышал, как Лиам поёт «Wonderwall». Старший брат остался доволен, и эта песня отошла к младшему. Новая стычка между братьями возникла во время записи «Don’t Look Back in Anger». Когда Ноэл записывал для неё свой вокал, Лиам пошёл в местный паб и вернулся оттуда в сопровождении толпы людей; в том числе журналиста Джона Робба, который продюсировал группу Cable в соседней студии. Старший брат был в бешенстве, так как ещё не закончил запись. В результате этого инцидента запись была приостановлена, сессия — заброшена.
Спустя три недели братья всё же помирились, и группа провела ещё две недели, занимаясь постпродакшеном. Несмотря на продолжившиеся трения между братьями, Оуэн Моррис сказал в интервью 2010 года: «Сессии были лучшими из всех, в которых мне приходилось участвовать. Они проходили в удивительной творческой атмосфере. Я верю, что люди могут почувствовать и услышать фальшь в музыке, уловить мнимую мотивацию музыкантов. Morning Glory, при всём своём несовершенстве и недостатках, искрится любовью и счастьем». Ноэль пригласил в студию музыканта Пола Уэллера, который был ведущим гитаристом композиции «Champagne Supernova» (и бэк-вокал), а также исполнил вокальные гармонии на двух безымянных треках, известных как «The Swamp Song». Ноэль написал последнюю песню для альбома — «Cast No Shadow», посвящённую лидеру группы The Verve Ричарду Эшкрофту, — в поезде, когда ехал в студию. По словам Морриса альбом был записан за 15 дней; после окончания работы он сказал: «Этот диск сотрёт в порошок любого конкурента … Это ошеломляюще. Он — Bollocks нашего десятилетия».
Во время мастеринга альбома использовалась особая техника сжатия — прозванная кирпичной стеной (англ. brickwall) — в связи с этим некоторые музыкальные журналисты утверждали, что именно группа Oasis ответственна за начало так называемой «Войны громкости», так как интенсивное использование сжатия аудио, впервые широко применявшееся Моррисоном на диске Definitely Maybe, перешло на этом диске «все границы», оставив позади любой другой альбом того времени. Музыкальный журналист Ник Саутхолл, который освящал эту тему, так прокомментировал ситуацию: «Если в истории CD мастеринга искать момент „прыжка через акулу“, то это, вероятнее всего, Oasis». Авторы книги Britpop and the English Music Tradition Энди Беннет и Джон Страттон отмечали, что в результате этой техники «песни были особенно громкими. Голос [Лиама] Галлахера выведен на передний план до такой степени, что кажется, будто он взят прямиком из миксов песен, продюсер делает на нём акцент, пытаясь создать иллюзию „живого“ звука».
К моменту окончания работы в студии — июнь 1995 года — Oasis являлись одной из самых популярных групп в Великобритании. Спустя два месяца произошёл инцидент, вошедший в историю музыки как «Битва брит-попа», когда за лидерство в британском чарте боролись синглы «Roll with It» и «Country House», группы Oasis и их прямых конкурентов Blur, соответственно. Шумиха в прессе лишь добавила популярности обоим коллективам, окончательно утвердив их в музыкальном мейнстриме.

### Обложка
На обложке сфотографирована улица Бервик-стрит в Лондоне, где было расположено множество музыкальных магазинов (популярность этой улицы среди меломанов и стала определяющим фактором в выборе места). На фото изображены два человека: диджей Шон Роули и дизайнер Брайан Кэннон (спиной к камере), который и выступил автором обложки этого альбома.

## Музыка
Музыкальное составляющее (What’s the Story) Morning Glory? было описано в жанрах рок, брит-поп и альтернативный рок. Британский музыкальный журналист Джон Харрис отметил в своей книге Britpop!: Cool Britannia and the Spectacular Demise of English Rock, что большая часть музыки на (What’s the Story) Morning Glory? была вдохновлена «хорошо забытым старым». Среди музыкальных отсылок, присутствующих в альбоме, Харрис отметил песню «Hello, Hello I’m Back Again» Гари Глиттера (эта песня существенна повлияла на весь брит-поп в целом), музыкальную тему из детской передачи «You and Me» (транслировавшейся по ТВ в 70-х), песню «While My Guitar Gently Weeps» группы The Beatles («She’s Electric»), и композицию «The One I Love» американского квартета R.E.M. («Morning Glory»). По словам Харриса, мелодия песни «Step Out», имела настолько близкое сходство с композицией «Uptight (Everything’s Alright)» Стиви Уандера, что группе пришлось удалить её из альбома незадолго до его релиза, дабы избежать судебных исков. В книге Britpop and the English Music Tradition Энди Беннет и Джон Страттон подробно проанализировали вокальный стиль Лиама Галлахера, подчеркнув его важность для лирической составляющей альбома; «Манчестерский акцент [Лиама] сочетает в себе регистр и тембр, который превосходно работает с тактильными контурами мелодий и текстов». Беннет и Страттон пришли к выводу, что у Лиама «сверхперсонализированный» стиль вокала, что особенно заметно на таких песнях как «Wonderwall», в результате получается «красивое ощущение сентиментальности, которое передаёт дух отчаяния целого поколения, через сюжетную структуру песни, вокальную подачу и условности культурного контекста певца».
В 1995 году Ноэль Галлахер подытожил своё личное отношение к эстетике альбома в интервью журналу Rolling Stone: «Если Definitely Maybe о том, как мечтать стать поп-звездой со своей группой, то (What’s the Story) Morning Glory? — о том, как быть звездой». В альбоме прослеживается заметная предрасположенность к рок-гимнам, что заметно отличает его от «неотшлифованного» звучания Definitely Maybe. Использование струнных аранжировок и разнообразных музыкальных инструментов — яркий пример песни «Don’t Look Back in Anger» и «Champagne Supernova» — значительно отличает его от дебютной записи Oasis. Музыканты впервые использовали подобный стиль на своём пятом сингле «Whatever» (1994 год), он был записан с Лондонским симфоническим оркестром и имел более поп-ориентированный и мягкий звук, нежели предыдущий материал группы; в итоге, эта песня стала своеобразным шаблоном, который определил звучание (What’s the Story) Morning Glory?. В документальном фильме Би-би-си «7 поколений рок-н-ролла» бывший главный редактор журнала NME Стив Сазерленд отметил, что «во время создания Morning Glory Ноэль начал всерьёз воспринимать себя как „голос поколения“, сознательно писать рок-гимны, хотел, чтобы его музыка росла».

## Выпуск и продвижение
В качестве первого сингла была выбрана песня «Some Might Say». Она была выпущена в апреле и стала хитом в Великобритании, заняв верхнюю позицию в чарте UK Singles Chart.
Вторым синглом, предваряющим выпуск альбома, должен был стать трек «Roll with It», группа запланировала его выпуск на 14 августа — за шесть недель до выхода (What’s the Story) Morning Glory?. Это был нетипичный шаг для того времени, так как стандартом считалось издавать сингл за три недели до выхода пластинки. Менеджеры основных конкурентов Oasis — Blur — стали опасаться, что «Roll with It» существенно снизит шансы «Country House» — сингла их подопечных, который планировалось выпустить неделей позже, — занять первое место. В итоге, лейбл Blur Food Records передвинул релиз сингла на неделю раньше, тем самым начав так называемую «Битву брит-попа».
Альбом был выпущен 2 октября 1995 года и пользовался большим спросом; на следующий день после релиза газета Daily Mirror сообщила что, в центральном лондонском супермаркете сети HMV продавали по одному альбому каждые две минуты. К концу первой недели продажи пластинки преодолели порог в рекордные 347 000 экземпляров, альбом занял второе место (на тот момент) по скорости продаж в Великобритании, уступив только диску Bad Майкла Джексона. (What’s the Story) Morning Glory? сразу же возглавил национальный чарт и находился в первой тройке хит-парада до года, после чего вновь возглавил чарт на шесть недель в середине января, а затем ещё на три недели под номером один в марте. В общей сложности, альбом не покидал первую тройку в течение семи месяцев.
После того как четвёртый сингл — «Wonderwall» — попал в первую десятку чартов нескольких стран, в том числе став лидером в Австралии, Новой Зеландии и Испании, и добравшись до восьмой строчки в США, альбом обрёл стабильную международную популярность. В итоге диск провёл пять недель на первом месте хит-парада Австралии, а также восемь недель на вершине чарта Новой Зеландии, после чего захватил лидерство в чартах Канады, Ирландии, Швеции и Швейцарии. Помимо этого, лонгплей пользовался значительной популярностью на музыкальном рынке США, в частности, благодаря успеху синглов «Wonderwall» и «Champagne Supernova» на альтернативных радиостанциях. Обе песни достигли верхней позиции в чарте Modern Rock Chart, возглавляя его на протяжении десяти и пяти недель соответственно. К началу 1996 года продажи альбома на территории США составляли 200.000 копий в неделю, он добрался до 4-й строчки в хит-параде Billboard 200 и получил четыре «платиновых» сертификата в конце года.

## Концертный тур

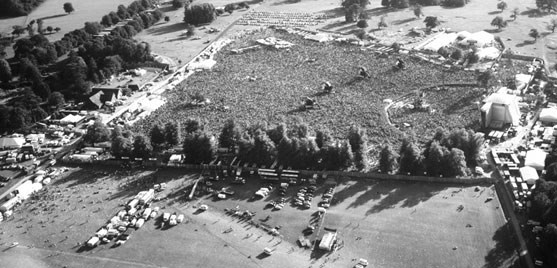
Панорама концерта в Небуорт-хаус. Oasis выступали перед рекордным количеством зрителей — 125.000 человек (два дня подряд)

Oasis организовали гастрольный тур, который должен был продлиться в течение 1995 и 1996 годов, всего было запланировано 103 концерта. Турне стартовало 22 июня 1995 года небольшим шоу (1400 зрителей) перед фестивалем Гластонбери — музыканты отыграли его на площадке Bath Pavilion, этот концерт стал дебютом для нового барабанщика — Алана Уайта (также на нём прозвучало несколько новых песен); гастроли закончились 4 декабря 1996 года — группа выступила в Mayo Civic Centre, Рочестер, штат Миннесота. Во время гастролей несколько шоу было отменено, так как Ноэль дважды уходил из группы, а Лиам не участвовал в американской части гастролей; одним из ярких примеров было выступление в популярной музыкальной передаче MTV Unplugged, которое Лиам решил саботировать, заявив, что не будет выступать, так как плохо себя чувствует; тем не менее, шоу всё же состоялось. Все песни спел Ноэль, в то время как его брат наблюдал за концертом с балкона и публично его высмеивал. Позже Лиам объяснил свой поступок тем, что ему не нравится акустический формат шоу.
В сентябре 1995 года басист Пол Макгиган ушёл из группы после шквала оскорблений со стороны Лиама, которые он высказал в адрес коллеги во время интервью в Париже. Музыкант указал на «нервное истощение» в качестве причины подтолкнувшей его на этот шаг. Ему на замену был приглашён Скотт Маклеод (группа The Ya-Yas). Однако, несмотря на череду совместных концертов и появление в клипе «Wonderwall», Маклеод так и не смог адаптироваться к бурной жизни рок-звезды, решив вернуться домой в середине американской части турне. После этого группа отыграла несколько концертов вчетвером, в том числе выступив на Late Show Дэвида Леттермана, прежде чем им удалось убедить Макгигана вернуться назад и отыграть концерт в Эрлс Корт в начале ноября. В конце 1996 года группа прекратила свою деятельность на некоторое время, в связи с чем, несколько шоу в США ,а также все концерты в Австралии и Новой Зеландии были отменены.

Поскольку группа находилась на пике своей популярности, в течение 1996 года в Великобритании было организовано несколько больших концертов — дабы удовлетворить спрос всех желающих. Среди этих концертов было два шоу на футбольном стадионе Мейн Роуд в Манчестере, два выступления на берегу озера Лох-Ломонд в Шотландии, и два шоу в Небуорт-хаус перед рекордным количеством зрителей — 125.000 человек (два дня подряд); это выступление расценивалось как триумф брит-попа; музыкальная пресса писала: «Небуорт можно считать последним грандиозным событием брит-попа; ничто больше не сравнится с его масштабом». На сцене была размещена самая мощная акустическая система и самый большой видеоэкран в истории. Позже Ноэль вспоминал: 
От моих усилителей, когда мы играли, звук был мощнее чем от ракеты. Ракета на взлёте — это 104 Дб, а у концертного усилителя было 108. И это всего через три года после выступлений в пабах!
На тот момент это был самый масштабный концерт, отыгранный одной группой в Великобритании, по сей день он остаётся самым востребованным британским шоу среди зрителей — поступило более 2.500.000 заявок на билеты. Концерты в Эрлс Корт и Мейн Роуд были сняты на видео и выпущены на VHS/DVD …There and Then.

## Отзывы критиков
| Совокупная оценка         | Совокупная оценка |
| Источник                  | Оценка            |
| ------------------------- | ----------------- |
| Metacritic                | 81%               |
| Оценки критиков           |                   |
| Источник                  | Оценка            |
| AllMusic                  | [ 38 ]            |
| The Austin Chronicle      | [ 39 ]            |
| Роберт Кристгау           | [ 40 ]            |
| Entertainment Weekly      | A−                |
| Los Angeles Times         | [ 42 ]            |
| NME                       | [ 43 ]            |
| PopMatters                | [ 44 ]            |
| Pitchfork Media           | [ 45 ]            |
| Rolling Stone             | [ 46 ]            |
| Rolling Stone Album Guide | [ 47 ]            |
| Sputnikmusic              | [ 48 ]            |

На момент выхода альбом был встречен прохладно со стороны основной музыкальной прессы. Многие рецензенты сетовали, что альбом выглядит бледно на фоне Definitely Maybe, акцент делался на «банальных текстах» и «неоригинальной природе мелодий». Дэвид Кавана из журнала Q писал о лирическом содержании альбома следующее: «Они сканируют; они заполняют брешь; и всё на этом. В этих песнях нет ничего особенного, ни о чём». Энди Гилл из The Independent также раскритиковал тексты: песня «„She’s Electric“ — это нудный, среднестатистический ладдизм, а композиция „Roll With It“ выглядит серой и дружелюбной». Возможно, наиболее разгромная рецензия была написана Дэвидом Стаббсом из Melody Maker. Несмотря на то, что автор назвал песню «Some Might Say» лучшим синглом года, он остался недоволен альбомом в целом, заявив: «Звучание пластинки высосано из пальца. В свете этого следует вывод — Oasis уже спеклись, они выглядят полностью измотанными».
Среди положительных обзоров был отзыв Джона Уайдхорна из Rolling Stone, который написал в своей статье следующее: «Этот альбом является естественным развитием предыдущего диска Oasis, это смелый шаг вперёд, который отображает значительный музыкальный и личностный рост коллектива», автор отметил, что «бурные» отношения между Лиамом и Ноэлем оказались одной из сильных сторон альбома — «напряжённость и нестабильность была свойственна многим великим рок-группам… у Oasis наличие общих генов добавляет песням дополнительный импульс и глубину». Редакция журнала NME писала, что этот альбом демонстрирует движение коллектива вперёд «от беззаботного гедонизма к более взрослому отношению к жизни». Пластинка занял 10-е место в ежегодном голосовании газеты The Village Voice Pazz & Jop.
В своей книге Britpop! Джон Харрис пришёл к заключению, что первоначальная критика альбома была вызвана тем, что рецензенты упускали из виду его универсальные достоинства. «Те, кто беспокоился о более неординарных музыкальных ходах, упускали суть. Факт в том, что песни [Ноэла] содержали столько музыкального эха, что они буквально окрыляли». Харрис полагал, что «ординарная» природа некоторых песен, в итоге «оказалась одним из факторов его привлекательности среди широких масс». Роб Шеффилд, в альманахе The Rolling Stone Album Guide (2004), назвал альбом «триумфальной записью, полной бахвальства, бравады и удивительной нежности. Она увенчала собой золотой век брит-попа». Роберт Кристгау был менее восторженным в своём ретроспективном обзоре и поставил лонгплею две звезды, написав: «симпатичная попытка, люди, настроившиеся на первостепенный эстетический или индивидуальный посыл альбома, определённо получат удовольствие». Он назвал «She’s Electric» и «Roll with It» «изюминками» этого альбома и язвительно заметил: «Надо отдать им должное за энтузиазм — и (ещё одни подражатели „Битлз“!) игру на гитарах».

## Наследие
В нынешнее время музыкальные критики рассматривают (What’s the Story) Morning Glory? как эпохальную запись эры брит-попа и как один из лучших альбомов, выпущенных в 90-е, также он был отмечен в нескольких списках среди величайших альбомов всех времён. В 2012 году журнал Rolling Stone поставил альбом на 378-е место в своём списке «500 величайших альбомов всех времён», а в обновлённом списке 2020 года альбом поднялся до 157-й строчки. В 2024 году (What’s the Story) Morning Glory? занял 58-е место в списке Apple Music «100 лучших альбомов». Устойчивую популярность альбома в Великобритании отражает награда от Brit Awards — «Лучший британский альбом за последние тридцать лет» (1980—2010). Победителя выбирали обычные люди, целью было выбрать лучший альбом за всё время существования премии.
(What’s the Story) Morning Glory? занял второе место среди самых продаваемых альбомов 1995 и 1996 годов в Великобритании и стал самым коммерчески успешным диском десятилетия. Запись получила четырнадцать «платиновых» сертификатов, что было рекордом в британской звукоиндустрии до выхода альбома Адели — 21, выпущенного в 2011 году. Успех альбома превратил Oasis в одну из самых знаменитых британских групп, с высоким вниманием со стороны национальных СМИ (в основном музыкальной прессы) и частых сравнениях со своими соотечественниками — легендарными The Beatles. Братья Галлахеры занимали центральное место в таблоидах, посвящённых светской хронике на протяжении 1996-97 годов. Вкупе с их жёнами — Пэтси Кенсит (Лиам) и Мэг Мэтьюс (Ноэль), они были очень популярны среди британским папарацци.

Номер журнала NME с заголовком «Битва британских тяжеловесов». На обложке изображены лидеры брит-поп сцены Деймон Албарн и Лиам Галлахер (Август 1995 года)

После выпуска успешного Definitely Maybe альбом (What’s the Story) Morning Glory? стал трамплином для Oasis — от кроссовер-инди-группы до международного рок-феномена, ворвавшегося в мейнстрим. По прошествии времени этот диск стал расцениваться музыкальными критиками как одна из самых значимых записей в истории британской инди-музыки, демонстрируя, насколько успешной может быть независимая группа. В 2005 году Джон Харрис отметил значимость альбома и композиции «Wonderwall» в особенности на развитие брит-попа: «Когда Oasis выпустили „Wonderwall“, правила игры кардинально изменились. Сентиментальная баллада стала обязательной для любого рок-альбома, а эпоха кожаных брюк подошла к концу». Триумф альбома в Великобритании на короткий период сделал Oasis центральным явлением культурной жизни страны, жёлтая пресса почти ежедневно печатала новости об этой группе: о скандалах братьев, их личной жизни и о постоянных рекордах на их шоу.

В то же время многие критики отмечали, что триумф альбома и грандиозный концерт в Небуорт-хаус довели «инди-рок до точки… и дальше двигаться было некуда» — «После этого стало понятно, что главное условие уже не работает, группа, играющая инди-рок, не может собрать 200.000 зрителей». Музыка брит-попа шагнула из специализированных магазинов для знатоков на полки супермаркетов и стала мейнстримом британского рока. Джон Харрис сетовал: 
Спустя какое-то время всегда чувствуешь дыхание рынка за спиной. Ведь если парень с акустической гитарой играет балладу типа «Wonderwall», а стотысячная толпа держит над головой горящие зажигалки, а миллионы раскупают альбом, то все начинают это делать  и получается гора безвкусных дисков.

### Битва брит-попа
Конкуренция в чартах между Blur и Oasis, прозванная «Битвой брит-попа», выдвинула этот жанр на передний план британских СМИ в 1995 году. Первоначально группы относились друг к другу с уважительным паритетом, но в течение года противостояние между коллективами увеличивалось в геометрической прогрессии. Немалую роль в этом сыграли музыкальные таблоиды. Так, журнал NME выпустил свой августовский номер под заголовком «Битва британских тяжеловесов», намекая на предстоящий выпуск синглов — «Roll with It» Oasis и «Country House» Blur, которые должны были поступить в продажу в один и тот же день. А газета The Observer перепечатала интервью (сентябрь 1995), в котором Ноэль рассуждал о соперничестве с Деймоном Албарном и Алексом Джеймсом, в котором заявил: «надеюсь, что они подцепят грёбаный СПИД и сдохнут, ненавижу их обоих!».
Помимо конкуренции в музыке, конфликт имел место из-за различий в классовой системе (Oasis — простые рабочие парни из Манчестера, Blur — пижоны из Лондона) и регионального контекста. Oasis олицетворяли север Англии, Blur — представляли юг. Это противостояние имело большой резонанс среди британской общественности и привлекло внимание СМИ: национальных газет, таблоидов и даже BBC News. Редакция журнала NME писала о музыкальном феномене: «На неделе появились новости о том, что Саддам Хусейн готовит ядерное оружие, в Боснии по-прежнему гибнут мирные люди, а Майк Тайсон объявил о своём возвращении на ринг, но британские СМИ всё ещё сходят с ума вокруг брит-попа». В итоге Blur выиграли эту «битву» — продажи их сингла составили 274 000 экземпляров, против 216 000 у Oasis. Песни заняли первое и второе место в национальном чарте, соответственно. Тем не менее, в долгосрочной перспективе, Oasis были более коммерчески успешными. В отличие от лондонцев, выходцы из Манчестера добились устойчивой популярности в США, благодаря синглам «Wonderwall» и «Champagne Supernova». А продажи альбома (What’s the Story) Morning Glory? составили более 4-х миллионов копий, сделав его третьим самых коммерчески успешным лонгплеем в Великобритании.

В 2005 году Джон Харрис писал о важности этого события для популяризации брит-попа: 
«Country House» обогнал «Roll with It» в борьбе за лидерство в чартах, почти каждое британское СМИ было вынуждено высказать своё мнение о буквально «возникшей на глазах» эре брит-попа.

## Список композиций
Все песни написаны Ноэлем Галлахером, за исключением отмеченных.
1. «Hello» — 3:21 (Ноэл Галлахер, Гари Глиттер, Майк Линдер)
2. «Roll With It» — 3:59
3. «Wonderwall» — 4:18
4. «Don’t Look Back in Anger» — 4:48
5. «Hey Now» — 5:41
6. — 0:44 (Без названия, также известна как «The Swamp Song — Excerpt 1»)
7. «Some Might Say» — 5:29
8. «Cast No Shadow» — 4:51
9. «She’s Electric» — 3:40
10. «Morning Glory» — 5:03
11. — 0:39 (Без названия, также известна как «The Swamp Song — Excerpt 2»)
12. «Champagne Supernova» — 7:27

| №   | Название                              | Длительность |
| --- | ------------------------------------- | ------------ |
| 13. | «Hello» (Демоверсия)                  | 3:15         |
| 14. | «Wonderwall» (Live at Knebworth Park) | 4:07         |

### Издание навиниле
Слова и музыка всех песен — Ноэль Галлахер, за исключением отмеченных.
| №  | Название                                             | Длительность |
| -- | ---------------------------------------------------- | ------------ |
| 1. | «Hello» (Ноэль Галлахер, Гарри Глиттер, Майк Линдер) | 3:21         |
| 2. | «Roll with It»                                       | 3:59         |
| 3. | «Wonderwall»                                         | 4:18         |

| №  | Название                                                       | Длительность |
| -- | -------------------------------------------------------------- | ------------ |
| 1. | «Don't Look Back in Anger»                                     | 4:48         |
| 2. | «Hey Now!»                                                     | 5:41         |
| 3. | Без названия (также известна как «The Swamp Song — Excerpt 1») | 0:44         |
| 4. | «Bonehead's Bank Holiday»                                      | 4:03         |

| №  | Название         | Длительность |
| -- | ---------------- | ------------ |
| 1. | «Some Might Say» | 5:29         |
| 2. | «Cast No Shadow» | 4:51         |
| 3. | «She's Electric» | 3:40         |

| №  | Название                                                       | Длительность |
| -- | -------------------------------------------------------------- | ------------ |
| 1. | «Morning Glory»                                                | 5:03         |
| 2. | Без названия (также известна как «The Swamp Song — Excerpt 2») | 0:40         |
| 3. | «Champagne Supernova»                                          | 7:27         |

### Бокс-сет (синглы)
(What’s the Story) Morning Glory? — бокс-сет выпущенный 4 ноября 1996 года. Сборник включает себя четыре диска с синглами, а также би-сайдами. Пятый диск содержит интервью группы. Бокс-сет достиг 24-го места на родине музыкантов.
Все песни были написаны Ноэлем Галлахером, за исключением «Cum on Feel the Noize» (Нодди Холдер и Джим Ли); «Step Out» (соавторы: Стиви Уандер, Генри Косби и Сильвия Мой).
Обложка альбома содержала предупреждающую надпись: «Будьте осторожны, рок-н-ролл может нанести серьёзный вред вашему здоровью».
| №  | Название           | Длительность |
| -- | ------------------ | ------------ |
| 1. | «Интервью с Oasis» | 18:22        |

| №  | Название         | Длительность |
| -- | ---------------- | ------------ |
| 1. | «Some Might Say» | 5:28         |
| 2. | «Talk Tonight»   | 4:21         |
| 3. | «Acquiesce»      | 4:24         |
| 4. | «Headshrinker»   | 4:38         |

| №  | Название                                            | Длительность |
| -- | --------------------------------------------------- | ------------ |
| 1. | «Roll with It»                                      | 4:00         |
| 2. | «It's Better People»                                | 3:59         |
| 3. | «Rockin' Chair»                                     | 4:36         |
| 4. | «Live Forever» (live at Glastonbury Festival, 1995) | 4:40         |

| №  | Название         | Длительность |
| -- | ---------------- | ------------ |
| 1. | «Wonderwall»     | 4:19         |
| 2. | «Round Are Way»  | 5:42         |
| 3. | «The Swamp Song» | 4:15         |
| 4. | «The Masterplan» | 5:23         |

| №  | Название                   | Длительность |
| -- | -------------------------- | ------------ |
| 1. | «Don't Look Back in Anger» | 4:47         |
| 2. | «Step Out»                 | 3:40         |
| 3. | «Underneath the Sky»       | 3:20         |
| 4. | «Cum On Feel the Noize»    | 5:09         |

### Переиздание (2014 год)
Альбом был переиздан 29 сентября 2014 года, в рамках рекламной кампании под названием «Chasing the Sun» (рус. «В погоне за солнцем»). Подарочное издание на трёх дисках включало оригинальную версию альбома, прошедшую процедуру ремастеринга, би-сайды (выпущенные на четырёх британских синглах пластинки). Также альбом содержал бонусный контент — 5 демо-треков и концертные варианты песен, записанных во время самых известных выступления группы того периода — Эрлс Корт, Небуорт-хаус и Мейн Роуд.
| №   | Название                                  | Длительность |
| --- | ----------------------------------------- | ------------ |
| 1.  | «Talk Tonight»                            | 4:24         |
| 2.  | «Acquiesce»                               | 4:29         |
| 3.  | «Headshrinker»                            | 4:42         |
| 4.  | «It's Better People»                      | 4:01         |
| 5.  | «Rockin' Chair»                           | 4:40         |
| 6.  | «Step Out»                                | 3:45         |
| 7.  | «Underneath the Sky»                      | 3:25         |
| 8.  | «Cum On Feel the Noize»                   | 5:13         |
| 9.  | «Round Are Way»                           | 5:45         |
| 10. | «The Swamp Song»                          | 4:23         |
| 11. | «The Masterplan»                          | 5:26         |
| 12. | «Bonehead's Bank Holiday»                 | 4:03         |
| 13. | «Champagne Supernova» (Brendan Lynch Mix) | 6:59         |
| 14. | «You've Got to Hide Your Love Away»       | 2:18         |

| №   | Название                                                                                                | Длительность |
| --- | --- | ------------ |
| 1.  | «Acquiesce» (live at Earls Court, London on 4 November 1995)                                            | 3:55         |
| 2.  | «Some Might Say» (demo. Recorded at soundcheck Club Quattro Tokyo, Japan on 14 September 1994.)         | 4:04         |
| 3.  | «Some Might Say» (live at Roskilde Festival, Denmark on 30 June 1995)                                   | 5:07         |
| 4.  | «She's Electric» (demo. Recorded at Mauldeth Road West Studio, Manchester.)                             | 3:03         |
| 5.  | «Talk Tonight» (live at Bath Pavilion on 22 June 1995)                                                  | 3:43         |
| 6.  | «Rockin' Chair» (demo. Recorded at Mauldeth Road West Studio, Manchester.)                              | 4:05         |
| 7.  | «Hello» (live at Roskilde Festival, Denmark on 30 June 1995)                                            | 3:24         |
| 8.  | «Roll with It» (live at Roskilde Festival, Denmark on 30 June 1995)                                     | 4:08         |
| 9.  | «Morning Glory» (live at Roskilde Festival, Denmark on 30 June 1995)                                    | 4:48         |
| 10. | «Hey Now» (demo. Recorded at soundcheck Club Quattro Tokyo, Japan on 14 September 1994)                 | 3:08         |
| 11. | «Bonehead's Bank Holiday» (demo. Recorded at soundcheck Club Quattro Tokyo, Japan on 14 September 1994) | 2:09         |
| 12. | «Round Are Way» (MTV Unplugged. Royal Festival Hall, London on 23 August 1996)                          | 4:52         |
| 13. | «Cast No Shadow» (live at Maine Road, Manchester on 27 April 1996)                                      | 4:06         |
| 14. | «The Masterplan» (live at Knebworth Park, Hertfordshire on 10 August 1996)                              | 4:56         |

## Участники записи
| - Лиам Галлахер — вокал - Ноэль Галлахер — гитара, вокал, бэк-вокал - Пол «Бонхэд» Артурс — ритм-гитара - Пол Макгиган — бас-гитара - Алан Уайт — ударные (все, кроме № 7) - Тони Маккэролл — ударные (только трек № 7) Приглашённые музыканты - Пол Уэллер — ведущая гитара и бэк-вокал на «Champagne Supernova», губная гармоника на «Безымянных треках» (1 и 2) | Продюсирование, звукозапись и дизайн - Оуэн Моррис — продюсирование - Ноэль Галлахер — продюсирование - Нил Дорфсман — многоканальное микширование (версия SACD) - Дэвид Своуп — микширование (ассистент, версия SACD) - Бэрри Грайнт — оригинальный мастеринг на студии Эбби-Роуд - Владо Меллер — мастеринг (версия SACD) - Майкл Спенсер Джонс — фотографии - Брайан Кэннон — оформление обложки, графический дизайн - Мэттью Сэнки — ассистент дизайнера |

## Хит-парады и сертификация
| Чарт (1995-96)     | Высшая позиция |
| ------------------ | -------------- |
| Австралия          | 1              |
| Австрия            | 3              |
| Бельгия — Валлония | 3              |
| Бельгия — Фландрия | 7              |
| Венгрия            | 32             |
| Великобритания     | 1              |
| Германия           | 3              |
| Дания              | 3              |
| Европа             | 1              |
| Ирландия           | 1              |
| Испания            | 1              |
| Италия             | 5              |
| Канада             | 1              |
| Нидерланды         | 4              |
| Новая Зеландия     | 1              |
| Норвегия           | 5              |
| Португалия         | 6              |
| США                | 4              |
| Финляндия          | 8              |
| Франция            | 8              |
| Швеция             | 1              |
| Швейцария          | 1              |
| Япония             | 8              |

| Чарт (1995)        | Позиция |
| ------------------ | ------- |
| Бельгия — Валлония | 63      |
| Бельгия — Фландрия | 84      |
| Великобритания     | 2       |
| Чарт (1996)        | Позиция |
| Австралия          | 4       |
| Австрия            | 19      |
| Великобритания     | 2       |
| Италия             | 18      |
| Канада             | 4       |
| Нидерланды         | 29      |
| США                | 13      |
| Франция            | 18      |
| Швейцария          | 10      |

| Чарт (1990-99) | Позиция |
| -------------- | ------- |
| Великобритания | 1       |

| Страна         | Статус         |
| -------------- | -------------- |
| Аргентина      | Золотой        |
| Австралия      | 8× Платиновый  |
| Австрия        | Золотой        |
| Бельгия        | Золотой        |
| Великобритания | 14× Платиновый |
| Германия       | Золотой        |
| Дания          | Золотой        |
| Ирландия       | 6× Платиновый  |
| Испания        | 2× Платиновый  |
| Италия         | Платиновый     |
| Канада         | 8× Платиновый  |
| Нидерланды     | Золотой        |
| Новая Зеландия | Платиновый     |
| Норвегия       | Платиновый     |
| США            | 4× Платиновый  |
| Финляндия      | Золотой        |
| Франция        | Платиновый     |
| Швеция         | Платиновый     |
| Швейцария      | Золотой        |
| Япония         | Платиновый     |